# 加東大介
加東 大介（かとう だいすけ、本名：加藤 徳之助、1911年2月18日 - 1975年7月31日）は、日本の俳優。
東京市浅草区（現：東京都台東区）生まれ。身長160cm。東京府立第七中学校（現・東京都立墨田川高等学校）卒。歌舞伎役者を経て映画デビュー。代表作は『七人の侍』、『大番』、『南の島に雪が降る』。

## 来歴

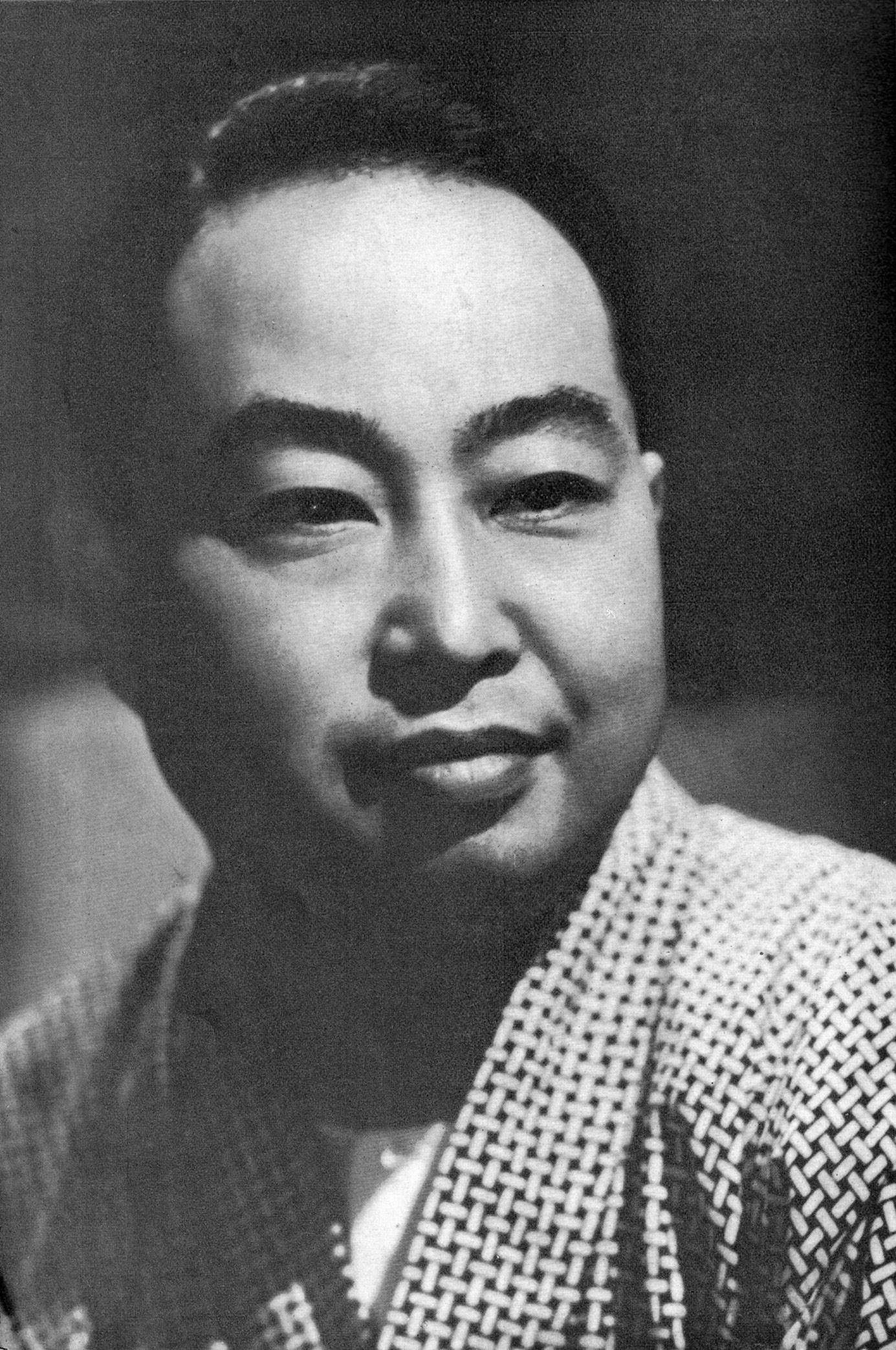
1956年

父親は宮戸座の座付き作者で演出助手であった竹芝傳蔵、兄は四代目沢村国太郎、姉には福祉運動家の矢島せい子と沢村貞子がいる。従兄弟に五代目嵐芳三郎(傳蔵の姉の子)、甥には長門裕之、津川雅彦の役者一家。息子・加藤晴之は、黒澤明の娘・黒澤和子と結婚して孫・加藤隆之（俳優）が産まれるが離婚している。
「自分のこどもはみな役者にする」という父親の意向で、兄とともに歌舞伎の世界に入った。
東京府立第七中学校を卒業後、1929年に二世市川左団次に入門、1933年に前進座に入り、市川莚司を名乗る。まるまるとした肢体に似ぬ精悍さで、山崎進蔵（河野秋武）、市川扇升とともに前進座の若手三羽烏として活躍する。同年には大日本自由映画プロの『段七しぐれ』で映画デビュー、その後は山中貞雄監督の『河内山宗俊』（1936年）や『人情紙風船』（1937年）などに出演し、中堅俳優の一人として広く知られるようになる。
兵役を1933年に伍長勤務上等兵（後の兵長）で除隊し終えていたが、1943年に陸軍衛生伍長として応召。ニューギニア戦線で、兵士たちを鼓舞するための劇団づくりを命じられ、長谷川伸の戯曲『関の弥太っぺ』などを演じる。舞台に降る「雪」に故国を見た兵士たちの姿を描いた記録は、小説『南の島に雪が降る』に結実する。
1946年に復員するも、直後に戦地でかかった悪性マラリアが再発し、一時は危険な状態が続く。回復してからは再び役者として活動するが、左傾した前進座に嫌気が差して退団、兄の国太郎、姉の貞子とともに神技座を結成するも、運営が上手く続かず映画入りを決意する。1948年からは大映京都と専属契約し、同年の東横映画『五人の目撃者』では作品が現代劇であったことから、歌舞伎役者くさい莚司という芸名から加東大介に改名する。
1950年に黒澤明監督の『羅生門』に出演したのち、1951年秋にフリーとなり東宝に移籍する。以降、『生きる』（1952年）、『七人の侍』（1954年）、『用心棒』（1961年）をはじめ、黒澤作品に常連として出演する。1952年に黒澤脚本の『決闘鍵屋の辻』、成瀬巳喜男監督の『おかあさん』での明朗できびきびとした演技が批評家から絶賛され、1952年度の毎日映画コンクール、ブルーリボン賞の男優助演賞を受賞、1955年には今井正監督の『ここに泉あり』、内田吐夢監督の『血槍富士』で2度目のブルーリボン助演賞を受賞した。
持ち前の明るさや誠実さで多くの監督から可愛がられ、黒澤や成瀬の他にも小津安二郎などの作品にも常連俳優として出演し、この時期は監督運にも恵まれる。また1956年に東宝がダイヤモンド・シリーズと銘打った文芸映画『鬼火』で主演したことがきっかけで、監督の千葉泰樹に獅子文六の連載小説『大番』の主人公・株屋のギューちゃん役に抜擢され、加東はユーモラスでエネルギッシュな男を演じ、映画は大ヒット。大番シリーズは4本も作られ、ギューちゃんのあだ名はそのまま加東自身の代名詞となるまでになった。また森繁久彌、小林桂樹と共演した『社長シリーズ』でも軽妙な重役を演じるなど、日本映画にかかせない名脇役として人気を博した。
1956年頃『週刊朝日』の「夢声対談・問答有用」でニューギニアでの戦争体験を語ったところ、徳川夢声から是非執筆するよう強く勧められ、また小島正雄からも勧められて執筆を行い、『文藝春秋』1961年3月号にて「ジャングル劇場の始末記 - 南海の芝居に雪が降る」として発表。これにより第20回文藝春秋読者賞を受賞、のちにベストセラー小説となった。1961年4月この内容が小野田勇の脚色によって『南の島に雪が降る』の題でNHKでドラマ化され、後東宝で映画化され加東自身が主演して大いに話題となる。
1971年には28年ぶりに前進座の舞台にも立った。1972年、大河ドラマ『新・平家物語』で北条時政を演じた。
1975年2月に結腸癌で入院、本人は癌であることは知らず、病院からレギュラー出演であるドラマの収録現場に通い続けたが、入院してから5ヵ月後の7月31日に64歳で死去した。最後の作品は倉本聰脚本『6羽のかもめ』のマネージャ役。『七人の侍』の中では生き残った侍であったにもかかわらず、最初に鬼籍に入る。墓所は川崎市春秋苑。

## 人物
- 太平洋戦争に従軍中ニューギニアでつくった劇団に（項目「南の島に雪が降る」参照)、漫画家の小林よしのりの母方の祖父にあたる九州出身の僧侶がいた。また、復員後にファッションデザイナーとなる細野久[注釈 3]が衣裳を手掛けていた[5]。

- 1967年4月に行われた東京都知事選挙では、姉の沢村貞子、甥の長門裕之とともに美濃部亮吉の推薦人に名を連ねた[6]。

- 下町っ子らしい気風の良さで誰からも好かれた反面、一滴の酒も飲まなかったという。

## 出演作品

### 映画

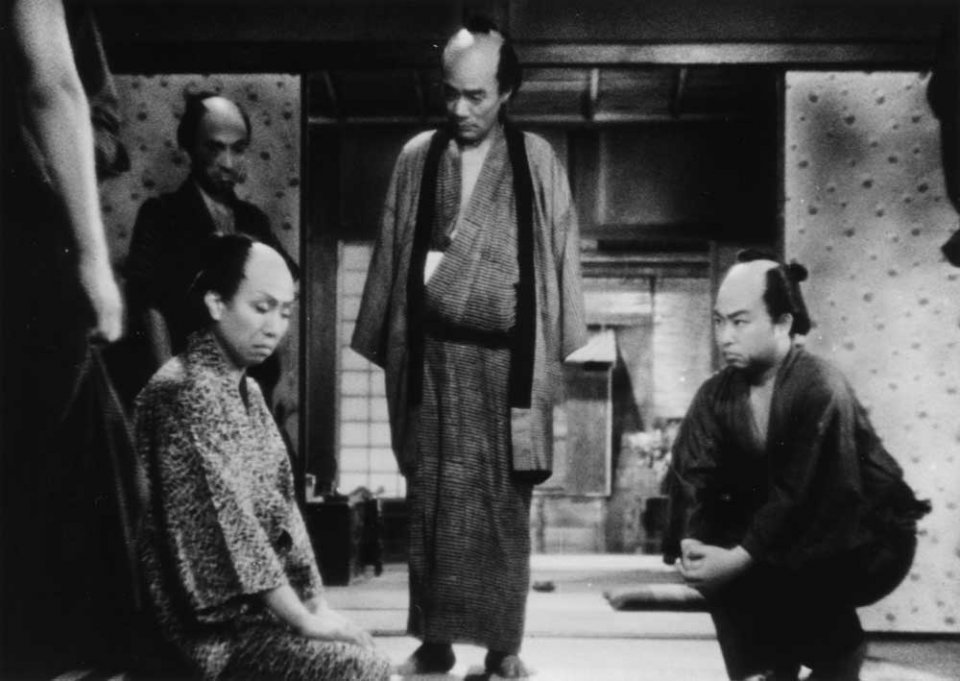
『人情紙風船』（1937年）

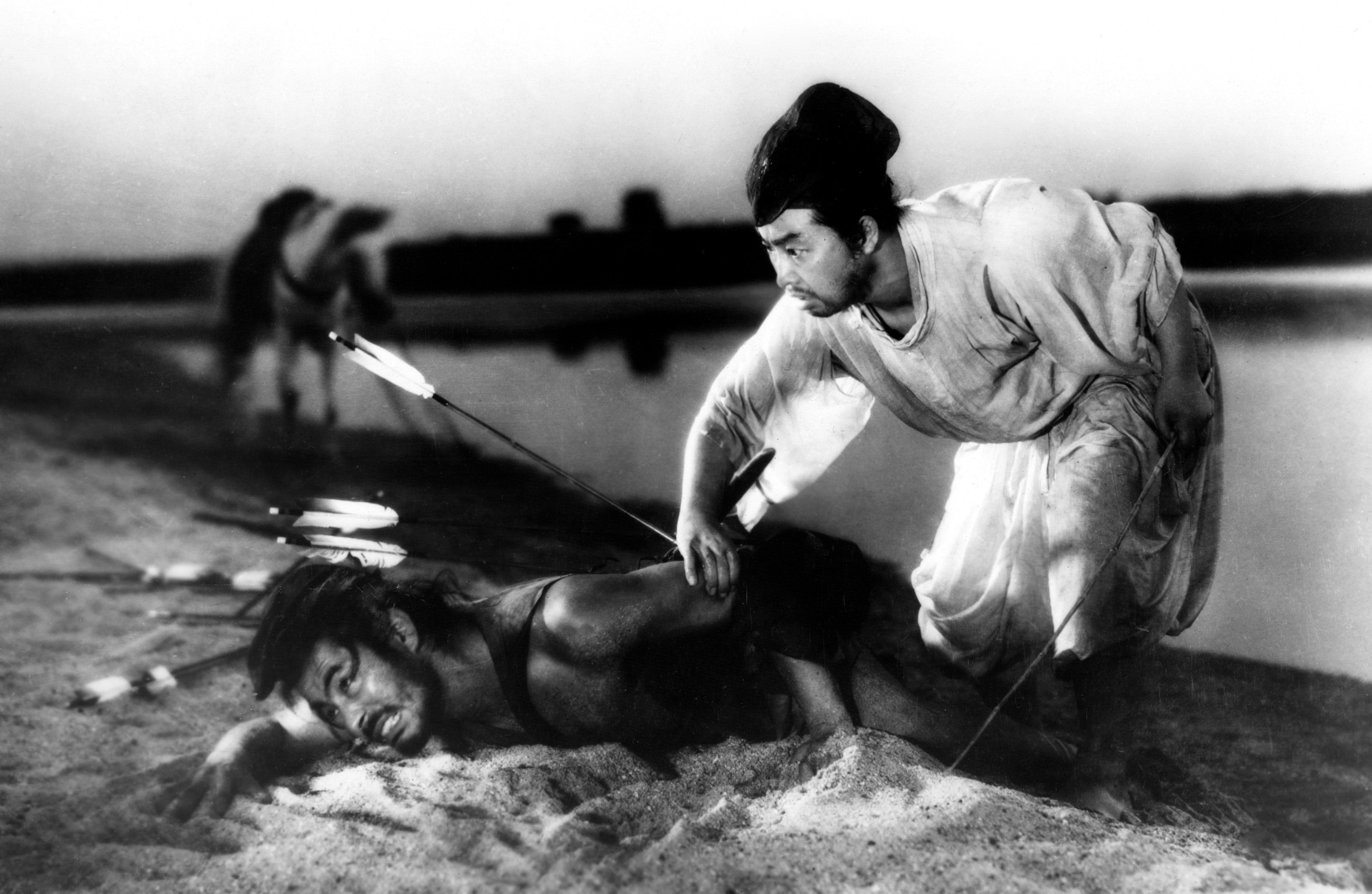
『羅生門』（1950年）

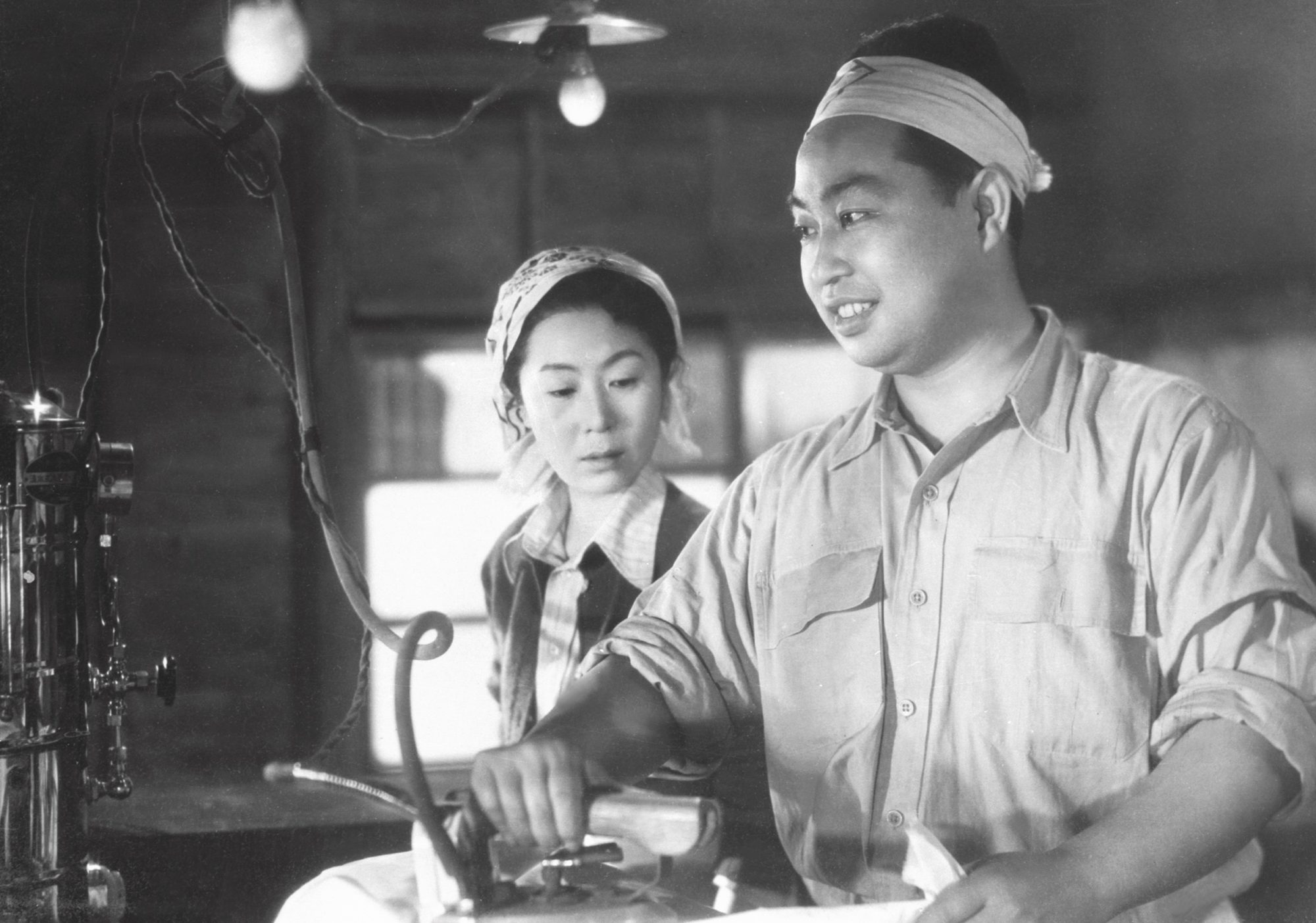
『おかあさん』（1952年）

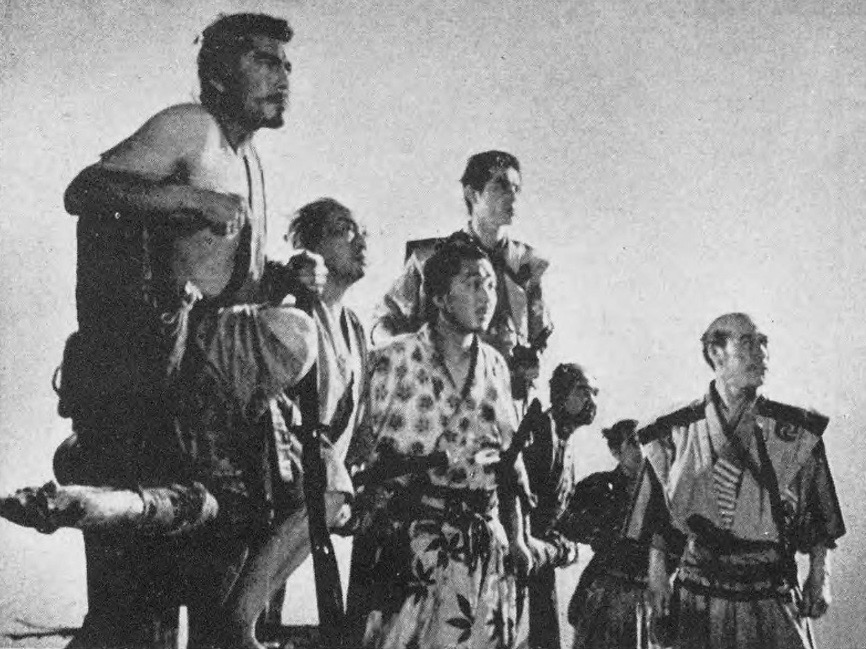
『七人の侍』（1954年）

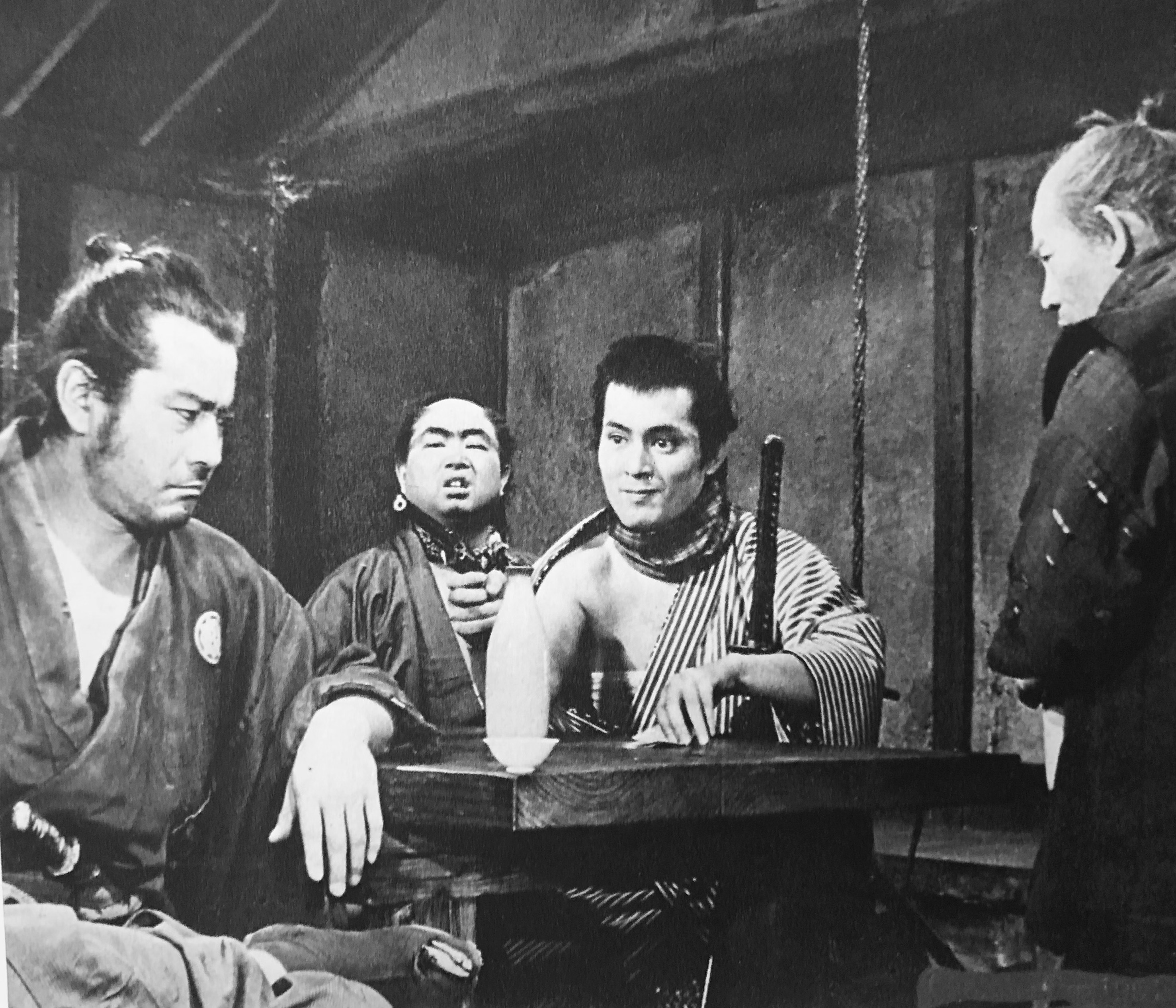
『用心棒』（1961年）

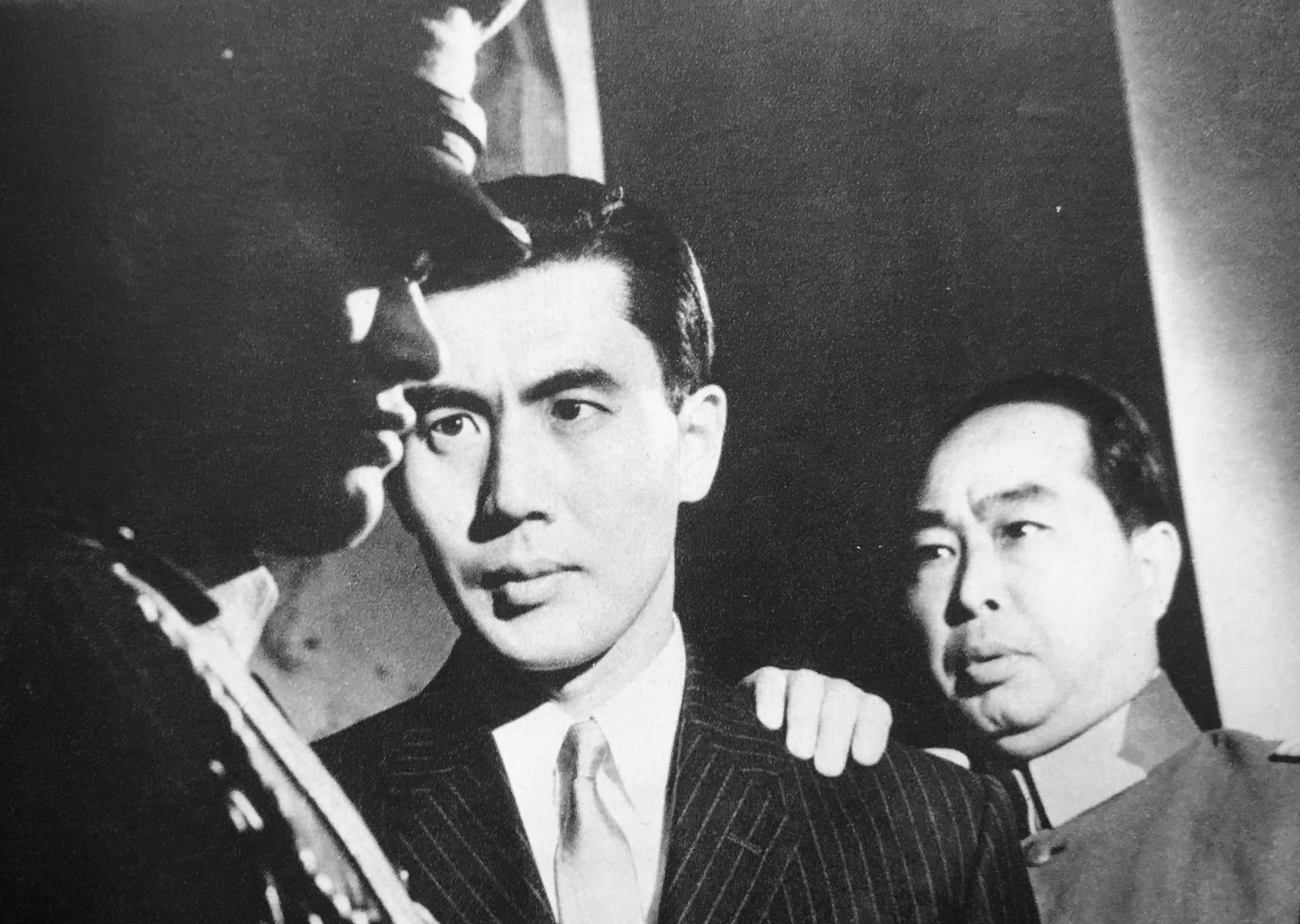
『陸軍中野学校』（1966年）

- 清水次郎長（1935年、太秦発声） - 片目の安公
- 河内山宗俊（1936年、日活） - 健太
- 股旅千一夜（1936年、日活）
- 戦国群盗伝 前後篇（1937年、P.C.L.） - 野武士の猿吉
- 人情紙風船（1937年、P.C.L.） - 源七乾分百蔵
- 新撰組（1937年、P.C.L.）
- 阿部一族（1938年、東宝） - 仲間多助
- 逢魔の辻 江戸の巻（1938年、東宝） - 志士武中
- その前夜（1939年、東宝） - 茂木庄兵衛
- 元禄忠臣蔵 前後篇（1941年・1942年、松竹） - 武林唯七
- 木曾の天狗（1948年、大映） - 弥五七
- 千姫御殿（1948年、大映）
- 天狗飛脚（1949年、大映） - もぐらの太平
- ボス（1949年）
- 最後に笑う男（1949年、大映）
- 佐平次捕物帳 紫頭巾 前後篇（1949年） - 乾分安
- 新釈四谷怪談 前後篇（1949年、松竹） - 新吉
- 山を飛ぶ花笠（1949年、大映） - 留吉
- 薔薇はなぜ紅い（1949年、松竹）
- 女殺し油地獄（1949年、大映） - 和泉屋利助
- 俺は用心棒（1950年、東横）
- 遙かなり母の国（1950年、大映） - 松旭斎トミイ
- 火山脈（1950年、大映） - 松島屋代吉
- お富と与三郎 前後篇（1950年）
- 千両肌（1950年）
- 羅生門(1950年、大映) - 放免
- ごろつき船（1950年、大映） - うさぎの惣吉
- 紅蝙蝠（1950年、大映）
- おぼろ駕籠（1951年、松竹） - 筧半十郎
- 絢爛たる殺人（1951年、大映） - 清水刑事
- お艶殺し（1951年、東横） - 三太
- 月の渡り鳥（1951年、大映）
- 上州鴉（1951年、大映） - 紋次
- 牝犬（1951年、大映）
- 自由学校（1951年、大映） - 高山
- 源氏物語（1951年、大映） - 惟光
- 荒木又右衛門 決闘鍵屋の辻（1952年、東宝）
- 修羅城秘聞 双竜の巻・飛竜の巻（1952年、大映） - 伊之助
- 西鶴一代女（1952年、新東宝） - 菱屋太三郎
- おかあさん（1952年、新東宝） - 木村庄吉
- 四十八人目の男（1952年、東宝） - 前原伊助
- 清水港は鬼より怖い（1952年） - 吉良の仁吉
- 上海の女（1952年、東宝）
- 美女と盗賊（1952年、大映）
- 生きる（1952年、東宝） - やくざの子分
- 狂妻時代（1952年、東宝） - 中畠
- 足にさわった女（1952年、東宝） - 熱海の巡査
- 人生劇場（東映） - 夏村大蔵
  - 第一部 青春愛欲篇（1952年）
  - 第二部 残侠風雲篇（1953年）
- 風雲千両船（1952年、東宝）
- 江戸っ子判官（1953年、東宝） - 魚屋太助
- プーサン（1953年、東宝） - 土建屋風の男
- 青色革命（1953年、東宝） - 犬飼武五郎
- 次郎長三国志シリーズ（東宝） - 三保の豚松
  - 第四部 勢揃い清水港（1953年）
  - 第五部 殴込み甲州路（1953年）
- 七人の侍(1954年、東宝) - 七郎次
- わたしの凡てを（1954年、東宝） - 幾多十吉
- 晩菊（1954年、東宝） - 板谷
- 魔子恐るべし（1954年、東宝）
- 泥だらけの青春（1954年、日活） - 宮森宣伝部長
- 宮本武蔵（1954,東宝） - 祇園藤次
  - 続宮本武蔵 一乗寺の決斗（1955年）
  - 宮本武蔵 完結篇 決闘巌流島（1956年）
- 潮騒(1954年、東宝) - 灯台長
- 兄さんの愛情（1954年、東京映画） - 義原
- その後のウッカリ夫人とチャッカリ夫人（1954年、東京映画） - 部長木俣
- 母の初恋（1954年、東宝） - 根岸
- 多羅尾伴内シリーズ（東映）
  - 隼の魔王（1955年） - 吉村常吉
  - 復讐の七仮面（1955年）
- 浮雲（1955年、東宝） - 向井清吉
- ここに泉あり（1955年、中央映画） - 工藤
- 血槍富士（1955年、東映） - 源太
- 男ありて（1955年、東宝） - 雑誌記者
- つばくろ笠（1955年、大映）
- 藤十郎の恋（1955年、大映）
- たそがれ酒場（1955年、新東宝）
- 旅路（1955年、東宝）
- 風流交番日記（1955年、新東宝）
- 驟雨（1956年、東宝） - 川上
- 早春（1956年、松竹） - 坂本
- 赤線地帯（1956年、大映） - 宮崎行雄
- 妻の心（1956年、東宝） - 「はるな」の主人
- 無法者の島（1956年、大映） - 井原巡査
- 剣豪二刀流（1956年、東映） - 用人鴨甚内
- 現代の欲望（1956年、東宝） - 井上新聞記者
- 鬼火（1956年、東宝） - 忠七
- 朱と緑（1956年、松竹） - 橋本
- 兄とその妹（1956年、東宝） - 林
- のんき夫婦（1956年、東京映画） - 立花
- 嵐（1956年、東宝） - 誠心堂 石井
- 殉愛（1956年、東宝） - 安宅幹哉
- 流れる（1956年、東宝） - 米子の前夫 高木
- いとはん物語（1957年、大映） - 松吉
- 大番シリーズ（東宝） - 赤羽丑之助
  - 大番（1957年）
  - 続大番 風雲編（1957年）
  - 続々大番 怒濤篇（1957年）
  - 大番 完結篇（1958年）
- 忘れじの午後8時13分（1957年、大映） - 矢田部長刑事
- 雪国（1957年、東宝） - 宿の主人
- 一本刀土俵入（1957年、東宝） - 駒形茂兵衛
- あらくれ（1957年、東宝） - 小野田
- サラリーマン出世太閤記シリーズ（東宝）左右田一
  - サラリーマン出世太閤記（1957年）
  - 続サラリーマン出世太閤記（1957年）
  - 続々サラリーマン出世太閤記（1958年）
  - サラリーマン出世太閤記 課長一番槍（1959年）
  - サラリーマン出世太閤記・完結篇 花婿部長No.1（1960年） - 左右田一
- 社長シリーズ（東宝）
  - 社長三代記（1958年） - 大場太平（三代目社長）
  - 続・社長三代記（1958年） - 大場太平（三代目社長）
  - 社長太平記（1959年） - 朝日奈剛之助
  - 続・社長太平記（1959年） - 朝日奈剛之助
  - サラリーマン忠臣蔵（1960年） - 小野寺十三郎
  - 続サラリーマン忠臣蔵（1961年） - 小野寺十三郎
  - 社長道中記（1961年） - 倉持善助
  - 続・社長道中記（1961年） - 倉持善助
  - サラリーマン清水港（1962年） - 大柾専務
  - 続サラリーマン清水港（1962年） - 大柾専務
  - 社長洋行記（1962年） - 東海林平左衛門
  - 続・社長洋行記（1962年） - 東海林平左衛門
  - 社長漫遊記（1963年） - 山中源吉
  - 続・社長漫遊記（1963年） - 山中源吉
  - 社長外遊記（1963年） - 大島源太郎常務
  - 続・社長外遊記（1963年） - 大島源太郎
  - 社長紳士録（1964年） - 富岡
  - 続・社長紳士録（1964年） - 富岡
  - 社長忍法帖（1965年） - 富樫忠造
  - 続・社長忍法帖（1965年） - 富樫忠造
  - 社長行状記（1966年） - 後藤貫十
  - 続・社長行状記（1966年） - 後藤貫十
  - 社長千一夜（1967年） - 金井鉄之介
  - 続・社長千一夜（1967年） - 金井鉄之助常務
  - 社長繁盛記（1968年） - 有賀勉
  - 続・社長繁盛記（1968年） - 有賀勉
  - 社長えんま帖（1969年） - 石山剛造
  - 続・社長えんま帖（1969年） - 石山剛造
  - 社長学ABC（1970年） - 石橋鉄吉
  - 続・社長学ABC（1970年） - 石橋鉄吉
- 弥次㐂多道中記シリーズ（東宝） - 栃面屋弥次郎兵衛
  - 弥次㐂夛道中記（1958年）
  - 弥次㐂多道中記夫婦篇 弥次㐂多道中双六（1958年）
- 二人だけの橋（1958年、東宝） - 斎藤武
- 東京の休日（1958年、東宝） - 営業部長
- 杏っ子（1958年、東宝） - 菅猛雄
- 風流温泉日記（1958年、宝塚映画） - 喜久蔵
- 鰯雲（1958年、東宝） - 村役場の助役
- 若い娘たち（1958年、東宝） - 柴田善吉
- 裸の大将（1958年、東宝） - 魚吉の主人
- 私は貝になりたい（1959年、東宝） - 竹内
- 狐と狸（1959年、東宝） - 青島京太
- フランキーの石松シリーズ（東宝） - 清水次郎長
  - 森の石松幽霊道中（1959年）
  - 暴れん坊森の石松（1959年）
- 新・三等重役シリーズ（東宝）
  - 新・三等重役（1959年） - 鬼塚熊平
  - 新・三等重役 旅と女と酒の巻（1960年） - 鬼塚熊吉
  - 新・三等重役 当るも八卦の巻（1960年） - 武田宇宙
  - 新・三等重役 亭主教育の巻（1960年） - 鬼塚熊吉
- 上役・下役・ご同役（1959年、東宝） - 平山周平
- 日本誕生（1959年、東宝） - 布刀玉命[7]
- 恐るべき火遊び（1959年、東宝） - 叔父の善吉
- 槍一筋日本晴れ（1959年、東宝）
- 天下の大泥棒 白浪五人男（1960年、東京映画）
- 女が階段を上る時（1960年、東宝） - 関根工場主
- 山のかなたに（1960年、東宝） - 和田弥助
- 人も歩けば（1960年、東宝） - 並木浪五郎
- サラリーマン御意見帖シリーズ（東宝） - 大久保彦三郎
  - サラリーマン御意見帖 男の一大事（1960年）
  - サラリーマン御意見帖 出世無用（1960年）
- ハワイ・ミッドウェイ大海空戦 太平洋の嵐（1960年、東宝） - 作戦参謀[7]
- 娘・妻・母（1960年、東宝） - 鉄本庄介（和子の叔父）
- 太陽を抱け（1960年、宝塚映画）
- 夜は嘘つき（1960年、大映）
- 新・女大学（1960年、東宝） - 尾崎武夫
- 自由ケ丘夫人（1960年、東京映画）
- がめつい奴（1960年、東宝）
- 姉さん女房（1960年、東宝）
- 秋立ちぬ（1960年、東宝） - 富岡
- 続・姉さん女房 駄々っ子亭主（1960年、東宝）
- 筑豊のこどもたち（1960年、東宝）
- 金づくり太閤記（1960年、東宝）
- 河内風土記 おいろけ説法（1961年、宝塚映画）
- 七人の敵あり（1961年、宝塚映画） - 奥野正孝
- 用心棒（1961年、東宝） - 新田の亥之吉
- 金づくり無法時代（1961年、東宝）
- 南の島に雪が降る（1961年、東宝） - 加藤軍曹
- アワモリ君乾杯!（1961年、東宝）
- 小早川家の秋（1961年、東宝） - 北川弥之助
- 駅前シリーズ（東宝）
  - 喜劇 駅前弁当（1961年） - 村井五郎
  - 喜劇 駅前茶釜（1963年） - 三林巡査
  - 喜劇 駅前女将（1964年） - 川口力造
  - 喜劇 駅前怪談（1964年） - 高林区長
  - 喜劇 駅前金融（1965年） - 前川博士
- 女の座（1962年、東宝） - 田村良吉
- 乾杯!サラリーマン諸君（1962年、宝塚映画） - 高野修平
- 如何なる星の下に（1962年、東京映画） - 父・惣太郎
- 香港の星 Star Of Hongkong（1962年、東宝）
- 放浪記（1962年、宝塚映画） - 安岡信雄
- 忠臣蔵 花の巻・雪の巻（1962年、東宝） - 寺崎吉右衛門
- 秋刀魚の味（1962年、松竹） - 坂本芳太郎
- 河のほとりで（1962年、東宝） - 高山兼吉
- ちんじゃらじゃら物語（1962年、松竹）
- サラリーマン無鉄砲一家（1963年、東宝）
- クレージー作戦 先手必勝（1963年、東宝） - 大福権兵衛
- 喜劇 とんかつ一代（1963年、東京映画） - 田巻伝次
- 「可否道」より なんじゃもんじゃ（1963年、松竹） - 菅会長
- 女の歴史（1963年、東宝） - 飛田
- われらサラリーマン（1963年、宝塚映画） - 元橋常務
- 現代金儲け物語（1964年、松竹）
- 僕はボディガード（1964年、宝塚映画） - 遠山大臣
- 裸の重役（1964年、東宝） - 田所専務
- 鮫（1964年、東映） - 筑紫の源次
- にっぽんぱらだいす（1964年、松竹） - 蔵本大典
- 黒の超特急（1964年、大映） - 中江雄吉
- 団地七つの大罪（1964年、宝塚映画） - 三谷一郎
- 大根と人参（1965年、松竹） - 榊
- 陽のあたる椅子（1965年、東宝）
- 姿三四郎（1965年、宝塚映画） - 村井半助
- 裸の青春（1965年、松竹）
- 戦場にながれる歌（1965年、東宝） - 山本隊長
- 悪の階段（1965年、東宝） - 小西
- 暴れ豪右衛門（1966年、東宝） - 服部無手右衛門
- 女の中にいる他人（1966年、東宝） - 酒場のマスター
- ひき逃げ（1966年、東宝） - 川島友敬
- 陸軍中野学校シリーズ（大映） - 草薙中佐
  - 陸軍中野学校（1966年）
  - 陸軍中野学校 雲一号指令（1966年）
  - 陸軍中野学校 竜三号指令（1967年）
  - 陸軍中野学校 密命（1967年）
  - 陸軍中野学校 開戦前夜（1968年）
- 沈丁花（1966年、東宝) - 島田
- あこがれ（1966年、東宝） - 吉岡光太郎
- 雌が雄を喰い殺す かまきり（1967年、松竹）
- 続・何処へ（1967年、東宝） - 大石
- 一心太助 江戸っ子祭り（1967年、東映） - 大久保彦左衛門
- にせ刑事（1967年、大映） - 千田辰蔵
- 続・名もなく貧しく美しく 父と子（1967年、東京映画） - 堺新太郎
- 8.15シリーズ（東宝）
  - 日本のいちばん長い日（1967年） - 矢部国内局長
  - 連合艦隊司令長官 山本五十六（1968年） - 大本営海軍報道部長[7]
- 喜劇一発勝負（1967年、松竹） - 二宮忠
- 乱れ雲（1967年、東宝） - 林田勇三
- 博奕打ち 殴り込み（1968年、東映） - 吉五郎
- 講道館破門状（1968年、大映） - 関根順平
- 虹の中のレモン（1968年、松竹）
- 喜劇 おめでたい奴（1971年、東宝）
- 二人だけの朝（1971年、三船プロ） - 高野正三
- 昭和ひとけた社長対ふたけた社員（1971年、東宝） - 猪狩金太郎
- おんなの朝 あまから物語（1971年、松竹）
- 初めての愛（1972年、東宝）
- 東京ド真ン中（1974年、松竹）
- 俺の選んだ女（1976年、東宝） - 吉岡刑事

### テレビドラマ
- どたんば（1956年、NHK総合）
- 南の島に雪が降る
  - NHK版（1961年、NHK総合）
  - フジテレビ版（1964年、フジテレビ）
- のれん太平記 (1964年 - 1966年、フジテレビ)
- 青春とはなんだ（1965年 - 1966年、日本テレビ） -　山角先生
- 大河ドラマ（NHK総合）
  - 源義経（1966年） - 金売り吉次
  - 竜馬がゆく（1968年） - 勝海舟
  - 樅ノ木は残った（1970年） - 善左衛門
  - 新・平家物語（1972年） - 北条時政
  - 勝海舟（1974年） - 新門辰五郎
- 東芝日曜劇場「女と味噌汁その12」（1969年、TBS） - 鳴海雄太郎
- おやじとオレと (1969年、日本テレビ)
- 鬼平犯科帳（1969年 - 1970年、NETテレビ） - 岸井左馬之助
- 男は度胸（1970年 - 1971年、NHK総合） - 食いしん坊の侍
- 人形佐七捕物帳 第8話「飾り羽子板三人娘」（1971年、NETテレビ） - 山の井数馬
- 入ってまあす!（1972年、朝日放送） - 角谷
- 銀河テレビ小説（NHK総合）
  - 坂の上の家（1973年） - 野口勇三
- 荒野の素浪人 第57話「鳴動 竜神沼の奔流」（1973年、NETテレビ） - 宗右衛門
- 江戸を斬る 梓右近隠密帳（1973年 - 1974年、TBS） - 丸橋忠弥
- 必殺シリーズ（朝日放送）
  - 助け人走る 第32話「偽善大往生」（1974年） - 備州屋善右衛門
  - 暗闇仕留人 第4話「仕留て候」（1974年） - 庄内三郎兵衛
- 大岡越前 第4部 第1話「大岡越前」（1974年、TBS） - 相良小左衛門
- 伝七捕物帳 第35話「下町慕情・匂い袋」（1974年、日本テレビ）- 万蔵 役
- 6羽のかもめ（1974年 - 1975年、フジテレビ） - マネージャー弁三

### CM
- 三共（現第一三共ヘルスケア） - 新三共胃腸薬（現第一三共胃腸薬）（1970年）

## 受賞歴
- 1952年　第7回毎日映画コンクール　男優助演賞：「おかあさん」、「荒木又右衛門 決闘鍵屋の辻」
- 1952年　第3回ブルーリボン賞[8][9]　男優助演賞：「荒木又右衛門 決闘鍵屋の辻」、「おかあさん」
- 1955年　第6回ブルーリボン賞  男優助演賞：「血槍富士」、「ここに泉あり」
- 1961年　第20回文藝春秋読者賞：「南海の芝居に雪が降る」

## 演じた俳優
- 中村智太郎（現：中村鴈治郎）：NHK総合 連続テレビ小説『おていちゃん』（1979年）、役名は大沢直次

## 著書
- 『南の島に雪が降る』 文藝春秋新社、1961年6月。各・文庫判あとがきは沢村貞子
  - 旺文社文庫（1983年）、ちくま文庫（1995年、新装版2015年）、光文社知恵の森文庫（2004年）